# Rallye Dakar 1985
Navigation
Édition précédente Édition suivante
Le Rallye Dakar 1985 ou Paris-Dakar 1985 est la septième édition du Rallye Dakar. Le départ est donné le 1er janvier 1985 à Paris et il se termine le 22 janvier 1985. Sur les 552 engagés qui prennent la route (362 autos, 135 motos, 55 camions), seuls 146 véhicules gagnent l'arrivée. Patrick Zaniroli et Jean da Silva remportent la catégorie auto, Gaston Rahier la catégorie moto et Karl-Friedrich Capito, Jost Capito et Klaus Schweikarl la catégorie camion.

## Étapes
| Étape | Date       | De                       | À                   | Total (km) |
| ----- | ---------- | ------------------------ | ------------------- | ---------- |
| 1     | 1 janvier  | Versailles France        | Marseille France    |            |
|       | 2 janvier  | Transport vers l'Afrique |                     |            |
| 2     | 3 janvier  | Alger Algérie            | El-Goléa Algérie    | 1039       |
| 3     | 4 janvier  | El-Goléa Algérie         | In Salah Algérie    | 500        |
| 4     | 5 janvier  | In Salah Algérie         | In Amguel Algérie   | 667        |
| 5     | 6 janvier  | In Amguel Algérie        | Tamanrasset Algérie | 239        |
| 6     | 7 janvier  | Tamanrasset Algérie      | Iférouane Niger     | 649        |
| 7     | 8 janvier  | Iférouane Niger          | Agadez Niger        | 350        |
| 8     | 9 janvier  | Agadez Niger             | Dirkou Niger        | 627        |
| 9     | 10 janvier | Dirkou Niger             | Iférouane Niger     | 790        |
| 10    | 11 janvier | Iférouane Niger          | Agadez Niger        | 316        |
|       | 12 janvier | Jour de repos            |                     |            |
| 11    | 13 janvier | Agadez Niger             | Tahoua Niger        | 466        |
| 12    | 14 janvier | Tahoua Niger             | Gao Mali            | 778        |
| 13    | 15 janvier | Gao Mali                 | Tombouctou Mali     | 418        |
| 14    | 16 janvier | Tombouctou Mali          | Néma Mauritanie     | 702        |
| 15    | 17 janvier | Néma Mauritanie          | Tichitt Mauritanie  | 500        |
| 16    | 18 janvier | Tichitt Mauritanie       | Kiffa Mauritanie    | 671        |
| 17    | 19 janvier | Kiffa Mauritanie         | Kayes Mali          | 300        |
| 18    | 20 janvier | Kayes Mali               | Kédougou Sénégal    | 393        |
| 19    | 21 janvier | Kédougou Sénégal         | Tambacounda Sénégal | 343        |
| 20    | 22 janvier | Tambacounda Sénégal      | Dakar Sénégal       | 536        |

## Classements finaux

### Motos
| Pos. | Pilote              | Pays       | Moto   |
| ---- | ------------------- | ---------- | ------ |
| 1    | Gaston Rahier       | Belgique   | BMW    |
| 2    | Jean-Claude Olivier | France     | Yamaha |
| 3    | Franco Picco        | Italie     | Yamaha |
| 4    | Andrea Marinoni     | Italie     | Yamaha |
| 5    | Cyril Neveu         | France     | Honda  |
| 6    | Chuck Stearns       | États-Unis | Yamaha |
| 7    | François Charliat   | France     | Honda  |
| 8    | Hubert Auriol       | France     | Cagiva |
| 9    | Grégoire Verhaeghe  | France     | Barigo |
| 10   | Christian Courtois  | France     | Yamaha |

- Le jeune américain Chuck Stearns 26 ans, pour sa première participation au Rallye Dakar remporte six étapes[1], il meurt du SIDA dans les douze mois qui suivent la compétition, à la suite d'une perfusion sanguine après un accident de moto trois ans auparavant, il était le grand espoir du motocyclisme américain mais au début des années 80 personne ne connaissait cette maladie[3].
- À égalité Gaston Rahier et Jean-Michel Baron remporte quatre étapes[1].

### Autos
| Pos. | Pilote / copilote                     | Pays        | Auto        |
| ---- | ------------------------------------- | ----------- | ----------- |
| 1    | Patrick Zaniroli Jean da Silva        | France      | Mitsubishi  |
| 2    | Andrew Cowan Johnstone Syer           | Royaume-Uni | Mitsubishi  |
| 3    | Pierre Fougerouse Daniel Jacquemard   | France      | Toyota      |
| 4    | Jean-Jacques Ratet De Belabre         | France      | Toyota      |
| 5    | Claude Marreau Bernard Marreau        | France      | Renault     |
| 6    | Gérard Marcy Luc Janssens             | Belgique    | Range Rover |
| 7    | Claude Tezekdjan Robert Doha          | France      | Mercedes    |
| 8    | Michel de Deyne Lucien Beckers        | Belgique    | Land Rover  |
| 9    | Stéphane Bosteels Georges Vanelslande | France      | Toyota      |
| 10   | Jean Bouchet Jacques Villepigue       | France      | Mercedes    |

- À égalité trois duos français remportent chacun trois étapes[1].
  - Patrick Zaniroli / Jean da Silva
  - Bernard Darniche / Alain Mahé
  - Henri Pescarolo / Patrick Fourticq

### Camions
| Pos. | Pilote / copilote                                  | Pays                     | Camion               |
| ---- | -------------------------------------------------- | ------------------------ | -------------------- |
| 1    | Karl-Friedrich Capito Jost Capito Klaus Schweikarl | Allemagne                | Mercedes-Benz Unimog |
| 2    | Jan de Rooy Thierry de Saulieu Martinus Ketelaars  | Pays-Bas France Pays-Bas | DAF                  |
| 3    | Karl Wilhelm Strohmann Volker Capito Heinz Schnepf | Allemagne                | Mercedes-Benz Unimog |
| 4    | Giacomo Vismara Giulio Minelli Garni               | Italie                   | Mercedes-Benz Unimog |
| 5    | Georges Groine Chantal Nobel Bernard Malferiol     | France                   | Mercedes             |
| 6    | Jean-François Chambon Erich Rohm Peter Krell       | France Allemagne France  | Mercedes             |
| 7    | Etienne Martinez Alain Herbuel Jean-Paul Oligo     | France                   | Mercedes             |
| 8    | Jean-Paul Bosonnet Denis Maisons Patrick Venturini | France                   | Mercedes             |
| 9    | Raphael Gimbre Henri Magne Gilbert Versino         | France - Andorre France  | Mercedes             |
| 10   | Serge Lacourt Jean-claude Payen Pascal Bonnaire    | France                   | MAN                  |